# Patchwork (gioco)
Patchwork è un gioco da tavolo in stile tedesco per due giocatori di Uwe Rosenberg pubblicato in Germania da Lookout Games nel 2014 e in Italia da uplay.it nel 2014 e da Asmodée nel 2020.
Come altri giochi di Rosenberg, in particolare Cottage Garden o La Festa per Odino, il gioco si basa sull'uso di polimini di forme diverse che ciascun giocatore deve posizionare sulla propria plancia cercando di coprirla il più possibile: l'effetto che si ottiene via via durante una partita è tale da ricordare una coperta patchwork.
Nel 2015, il gioco ha vinto il premio Spiel der Spiele nella categoria di giochi per 2 giocatori ed è stato tra i giochi raccomandati per il prestigioso premio Spiel des Jahres e tra i finalisti del premio Deutscher Spiele Preis.

## Ambientazione
Nel gioco due avversari si contendono pezze di stoffa di tipi e forme diverse, rappresentati da polimini, per realizzare una coperta patchwork.
I giocatori raccolgono le pezze di varie forme sul display comune per cercare di completare la propria coperta. Lo scopo del gioco è di ottenere alla fine della partita il maggior numero di punti vittoria, sotto forma di bottoni.

## Materiali
Il materiale di gioco è composto da:
- Una plancia centrale "tempo" (fronte-retro);
- Due plance "coperta", una per giocatore;
- Due segnalini segnatempo, uno per giocatore;
- Una pedina neutrale;
- 33 tessere pezza (polimini);
- 5 pezze speciali (quadrate);
- Una tessera speciale bonus 7×7;
- 50 gettoni (bottoni) di valore 1, 5, 10 e 20 bottoni.

## Regole
I giocatori cercano di ottenere il punteggio più alto, rappresentato dal maggior numero di bottoni accumulati, creando una coperta patchwork con pezze e bottoni.
L'obiettivo è riempire il più possibile la propria plancia "coperta" con le pezze in modo che alla fine rimangano il minor numero possibile di spazi liberi.
Vince chi a fine partita ha il maggior numero di punti vittoria ottenuto sottraendo dalla somma dei bottoni collezionati il numero degli spazi vuoti rimasti nella propria plancia "coperta".

### Preparazione
All'inizio del gioco le 33 tessera pezza vengono mischiate e messe casualmente in un cerchio attorno al plancia centrale "tempo", al centro del tavolo e la pedina neutrale viene messa tra la pezza più piccola e quella successiva.
Ogni giocatore riceve una plancia "coperta" e il corrispondente segnalino segnatempo, che viene messo sullo spazio iniziale della plancia centrale.
Quindi ogni giocatore riceve 5 bottoni iniziali.

### Svolgimento del gioco
Patchwork è un gioco in cui non si gioca in modo rigorosamente alternato, ma è sempre il turno del giocatore il cui segnalino segnatempo è più indietro nel tracciato del tempo.
Il giocatore attivo può effettuare una delle due azioni:
- prendere una tessera pezza tra le tre che sono davanti alla posizione della pedina neutrale, pagando il costo in bottoni e facendo avanzare il proprio segnatempo dei passi indicati sulla pezza comprata; deve poi posizionare la tessera presa sulla propria plancia "coperta";
- se il giocatore decide di non raccogliere una pezza, deve far avanzare il suo segnalino segnatempo fino allo spazio davanti a quello dell'avversario: in tal modo riceve un bottone per ogni passo effettuato.

Appena un giocatore raggiunge per primo uno degli spazi con la pezza speciale quadrata, può prendere la pezza che si trova su di essa e deve immediatamente usarla mettendola su uno spazio libero della sua plancia.
Ogni volta che un segnalino segnatempo attraversa il simbolo di un bottone, il suo proprietario conta tutti i bottoni presenti sulle tessere pezza posizionati sulla sua coperta e riceve il corrispondente numero di bottoni dalla riserva generale.
La tessera bonus 7×7 viene assegnata al giocatore che per primo riesce a coprire sulla propria plancia un quadrato di sette per sette spazi.

### Punteggio finale
Il gioco termina appena i segnalini segnatempo di entrambi i giocatori raggiungono la fine del tabellone segnapunti.
Si contano quindi i bottoni e Il punteggio finale si basa sui bottoni posseduti meno gli spazi vuoti della propria plancia: ciascun giocatore somma i propri bottoni e poi sottrae due bottoni per ogni spazio libero sulla propria plancia "coperta". Il giocatore che possiede la tessera bonus 7×7 riceve come ricompensa altri sette bottoni.
Chi ha più bottoni vince la partita.

## Premi e riconoscimenti
Nel 2015 il gioco ha vinto il premio Spiel der Spiele nella categoria di giochi per 2 giocatori ed è stato incluso nell'elenco delle raccomandazioni per il premio Spiel des Jahres e al premio Deutscher Spiele Preis si è classificato in decima posizione.